# Agronom
Agronom (del ruso: Агроном) es un posiólok del raión de Dinskaya del krai de Krasnodar del sur de Rusia. Está situado en las llanuras de Kubán-Priazov, 9 km al suroeste de Dinskaya y 17 km al nordeste de Krasnodar, la capital del krai. Tenía 3 800 habitantes en 2010.
Es cabeza del municipio Michurinskoye, al que pertenecen asimismo Zarozhdeniye, Vishniakí, Yantarni y Kochetinski.

## Historia
Tiene origen en un sovjós del mismo nombre.

## Composición étnica
De los 3 771 habitantes que tenía en 2002, el 91.4 % era de etnia rusa, el 3.3 % era de etnia ucraniana, el 1.1 % era de etnia armenia, el 0.8 % era de etnia bielorrusa, el 0.6 % era de etnia alemana, el 0.3 % era de etnia tártara, el 0.1 % era de etnia georgiana, el 0.1 % era de etnia azerí, el 0.1 % era de etnia adigué y el 0.1 % era de etnia griega.

## Economía y transporte
La principal actividad económica de la localidad es la horticultura, en especial el cultivo de fresas.
La población cuenta con una estación de ferrocarril en la línea Krasnodar-Tijoretsk.